# Arndt Graf
Arndt Graf (* 5. Mai 1964 in Traunstein) ist ein deutscher Südostasienwissenschaftler mit Schwerpunkt Austronesistik bzw. Malaiologie/Indonesistik. Seit 2009 ist er Professor für Südostasienwissenschaften an der Goethe-Universität Frankfurt am Main.

## Leben
Graf studierte an der Universität Hamburg Austronesistik (austronesische Sprachen und Kulturen), Politikwissenschaft sowie Entwicklungsökonomie mit einem Auslandssemester an der School of Oriental and African Studies (SOAS) in London, er schloss 1993 als Magister Artium ab. Mit einer Arbeit über Indonesische Medienrhetorik promovierte er 1997 in Hamburg zum Dr. phil. Im akademischen Jahr 1998/99 unterrichtete er als Lehrstuhlvertreter Indonesisch an der Cornell University. Nach Hamburg zurückgekehrt, arbeitete er als wissenschaftlicher Assistent von Rainer Carle in der Abteilung für Indonesische und Südseesprachen des Asien-Afrika-Instituts und habilitierte 2004 mit einer Schrift über die politische Rhetorik der Reformasi-Zeit in Indonesien. 
Er erhielt die Lehrbefugnis für Austronesistik sowie Südostasienkunde und lehrte bis 2007 als Privatdozent an der Universität Hamburg sowie als Gastprofessor an der Universitas Islam Negeri Syarif Hidayatullah Jakarta (2004) und der Universität La Rochelle (2005/06). Anfang 2007 wurde er als Associate Professor für malaiische und vergleichende Literatur an die Universiti Sains Malaysia in Penang berufen. Als Nachfolger Bernd Nothofers wurde Graf zum Wintersemester 2009/10 als Professor für Südostasienwissenschaften ans Institut für Ostasiatische Philologien der Goethe-Universität Frankfurt am Main berufen.

## Schriften (Auswahl)
- Der indonesische Regenwald im Prozeß der Entmagisierung. Zum Wandel eines literarischen Topos bei Mochtar Lubis. Münster 1995, ISBN 3-8258-2016-5.
- Indonesische Medienrhetorik. Eine methodologische Fallstudie anhand der Kommentarkolumne „Catatan Pinggir“ von Goenawan Mohamad. Berlin 1998, ISBN 3-496-02658-8.
- Bibliografi Retorik Melayu Beranotasi. Kuala Lumpur 2008, ISBN 978-983-62-9816-4.
- Bahasa Reformasi. Political rhetoric in Post-Suharto Indonesia. Wiesbaden 2010, ISBN 978-3-447-06391-3.